# Volume 13
Volume 13 è un album dei Diaframma pubblicato il 19 marzo 2004.

## Tracce
1. Il sogno degli anni '70 – 4:16
2. Elvis ed io – 2:43
3. Fine di una relazione – 6:06
4. Francesca, 1986 – 3:52
5. Lode ai tuoi amici – 4:31
6. Luisa dice – 4:43
7. Music n.1 – 3:37
8. Questo tempo con me – 3:47
9. Ai piedi di Silvia – 3:46
10. Vaiano – 4:16
11. Day-off – 3:56

## Formazione
- Federico Fiumani - voce, chitarra
- Edoardo Daidone - chitarra
- Riccardo Biliotti - basso
- Daniele Trambusti - batteria
- Fabrizio Massara - tastiere nelle tracce 2, 5, 11